# Tűzvédelmi szabályzat
A tűzvédelmi szabályzat a tűzmegelőzés egyik legfontosabb dokumentuma. Többek közt itt kerülnek meghatározásra a tűzvédelmi feladatokat is ellátó személyek feladatai és kötelezettségei, vagy például az adott épületre, helyiségre vonatkozó tűzvédelmi használati szabályok és előírások. A tűzvédelmi szabályzat tartalma a dolgozók tűzvédelmi oktatásának alapját is képezi.

## Jogszabályi előírások Magyarországon
Az 1996. évi XXXI. törvény előírásai alapján a gazdálkodó tevékenységet folytató magánszemélyeknek, a jogi személyeknek, a jogi és a magánszemélyek jogi személyiséggel nem rendelkező szervezeteinek, ha a munkavégzésben részt vevő családtagokkal együtt ötnél több munkavállalót foglalkoztatnak, vagy ha ötvennél több személy befogadására alkalmas létesítményt működtetnek, illetve a fokozottan tűz- és robbanásveszélyes besorolás esetén és kereskedelmi szálláshelyeken tűzvédelmi szabályzatot kell készíteniük.

## Tartalmi követelmények
A tűzvédelmi szabályzatnak tartalmaznia kell:
- a tűzvédelmi feladatokat is ellátó személyek feladatait és kötelezettségeit;
- a tűzvédelmi szervezet feladatára, felépítésére, működési és irányítási rendjére, valamint a finanszírozására vonatkozó szabályokat;
- a létesítmény (létesítmények), építmények, tűzszakaszok, illetőleg a helyiségek, szabadterek, veszélyességi övezetek tűzveszélyességi osztályba sorolását és az azokra vonatkozó eseti tűzvédelmi használati szabályokat, előírásokat;
- a tevékenységre vonatkozó tűzvédelmi használati szabályokat, előírásokat;
- az alkalomszerű tűzveszélyes tevékenység végzéséhez szükséges írásbeli feltételek meghatározására, illetve előzetes egyeztetésére jogosult személyek felsorolását;
- a tűzvédelmi oktatással kapcsolatos feladatokat és a munkavállalókra vonatkozó tűzvédelmi képesítési követelményeket;
- a munkavállalóknak a tűzjelzéssel, tűzoltással, műszaki mentéssel kapcsolatos feladatait;
- a létesítményi tűzoltóság működésének, szolgálatellátásának, tagjai díjazásának szabályait;
- a tevékenység helyszínét képező és 50 főnél nagyobb befogadóképességű helyiséget tartalmazó önálló rendeltetési egység vagy önálló rendeltetési egységen belüli, helyiségcsoport (építményrész) esetében a – kiürítési számítással vagy azzal egyenértékű módon igazolt – megengedett maximális befogadóképességet;
- az előző pont szerinti esetekben a megengedett maximális befogadóképességnek megfelelő helyiséghasználat módját és felelősét.
- a készítője nevét és elérhetőségét, valamint a készítő aláírását.

## Bírság
2011-től a tűzvédelmi hatóság (Katasztrófavédelem) tűzvédelmi bírságot szab ki, amennyiben a jogszabály alapján kötelezettek nem rendelkeznek tűzvédelmi szabályzattal, vagy abból kötelező tartalmi elem hiányzik. Az előbbi esetben 250 000 Ft-ig, míg utóbbi esetben 200 000 Ft-ig terjed a bírság összege.